# Prêmio Tang

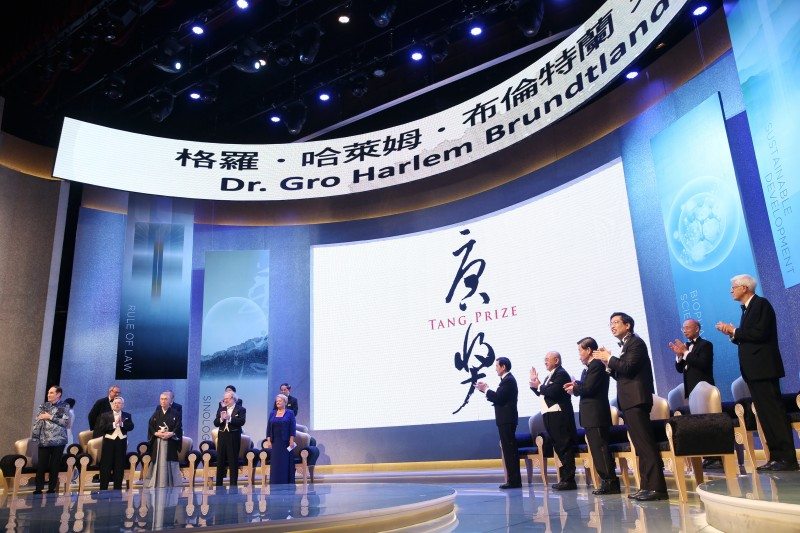
O presidente Ma comparece à primeira cerimônia de premiação do Prêmio Tang. (18/09/2014)

O Prêmio Tang (em inglês:  Tang Prize; em chinês:  唐獎) é uma série de prêmios bianuais internacionais conferidos em diversas categorias por um quadro de juízes convocado pela Academia Sinica, a mais destacada instituição de pesquisa de Taiwan. O prêmio foi estabelecido pelo empresário taiwanês Samuel Yin em dezembro de 2012.

## Categorias
As categorias de premiação do Prêmio Tang incluem desenvolvimento sustentável, ciência biofarmacêutica, sinologia e império da lei.

## Laureados
Os laureados com o Prêmio Tang recebem NT$ 40 milhões (US$ 1,34 milhões) e uma bolsa pesquisa de NT$ 10 milhões, um total de NT$ 50 milhões (US$ 1,67 milhões).
| Ano  | Área                        | Nome                     | País           | Citação |
| ---- | --------------------------- | ------------------------ | -------------- | --- |
| 2014 | Império da Lei              | Albie Sachs              | África do Sul  | "for his many contributions to human rights and justice globally through an understanding of the rule of law in which the dignity of all persons is respected and the strengths and values of all communities are embraced, in particular through his efforts in the realization of the rule of law in a free and democratic South Africa, working as activist, lawyer, scholar, and framer of a new Constitution to heal the divisions of the past and to establishing a society that respects diversity and is based on democratic values, social justice and fundamental human rights." |
| 2014 | Sinologia                   | Yu Ying-shih             | Estados Unidos | "for his mastery of and insight into Chinese intellectual, political, and cultural history with an emphasis on his profound research into the history of public intellectuals in China." |
| 2014 | Ciência Biofarmacêutica     | James Patrick Allison    | Estados Unidos | "for the discoveries of CTLA-4 and PD-1 as immune inhibitory molecules that led to their applications in cancer immunotherapy." |
| 2014 | Ciência Biofarmacêutica     | Tasuku Honjo             | Japão          | "for the discoveries of CTLA-4 and PD-1 as immune inhibitory molecules that led to their applications in cancer immunotherapy." |
| 2014 | Desenvolvimento Sustentável | Gro Harlem Brundtland    | Noruega        | "for her innovation, leadership and implementation of sustainable development that laid out the scientific and technical challenges for the global community to achieve a better balance of economic development, environmental integrity, and social equality for the benefit of all humanity." |
| 2016 | Império da Lei              | Louise Arbour            | Canadá         | "for her enduring contributions to international criminal justice and the protection of human rights, to promoting peace, justice and security at home and abroad, and to working within the law to expand the frontiers of freedom for all." |
| 2016 | Sinologia                   | William Theodore de Bary | Estados Unidos | "for his pioneering contributions in Confucian studies. In his remarkable academic career spanning over seven decades, he has written and edited over 30 books with many of them making ground-breaking contributions that provide both enlightening insight and honest critique into Confucianism." |
| 2016 | Ciência Biofarmacêutica     | Emmanuelle Charpentier   | França         | "for the development of CRISPR/Cas9 as a breakthrough genome editing platform that promises to revolutionize biomedical research and disease treatment." |
| 2016 | Ciência Biofarmacêutica     | Jennifer Doudna          | Estados Unidos | "for the development of CRISPR/Cas9 as a breakthrough genome editing platform that promises to revolutionize biomedical research and disease treatment." |
| 2016 | Ciência Biofarmacêutica     | Feng Zhang               | Estados Unidos | "for the development of CRISPR/Cas9 as a breakthrough genome editing platform that promises to revolutionize biomedical research and disease treatment." |
| 2016 | Desenvolvimento Sustentável | Arthur Rosenfeld         | Estados Unidos | "for his lifelong and pioneering innovations in energy efficiency resulting in immense reductions in energy consumption and greenhouse gas emissions around the world." |